# Østre Borgerdyd Gymnasium
Østre Borgerdyd Gymnasium blev oprettet 1. maj 1787 af en gruppe borgere København, Selskabet for Borgerdyd. Dengang under navnet Borgerdydskole, med lokaler i Købmagergade og Pilestræde. Allerede året efter deltes skolen ved en flytning i to, dog begge efter samme principper. Hovedskolen fik bolig på Nørregade og den mindre i Laksegade, begge under samme direktion og i økonomisk forbindelse. Men i 1795 flyttedes filialen til Christianshavn, Borgerdydskolen på Christianshavn (i dag Københavns åbne Gymnasium), og lidt efter hørte forbindelsen op, og hver fik sin direktion.
Skolen er et godt eksempel på oplysningstiden, og dens ideologi om fornuften – den evne mennesket kan anvende til at forstå verden og forbedre sin egen situation. Da forfatteren og filosoffen Søren Kierkegaard blev student fra skolen i 1830, lå den i Klareboderne. I 1884 blev skolen flyttet uden for voldene og ind i den nuværende bygning i Stockholmsgade. I 1919 overtog staten driften af skolen, og den skiftede navn til Østre Borgerdydskole. I 1986 kom skolen, som alle andre gymnasier, til at høre under amterne. I begyndelsen af år 2000 fik skolen igen ændret navn; nu til Østre Borgerdyd Gymnasium. I 2010 sammenlagdes skolen med Metropolitanskolen under navnet Gefion Gymnasium.

## Tidslinje
- 1787 oprettet
- 1788 får egen bygning i Nørregade
- 1807 ved Københavns bombardement gik skolen i brand og flyttede derefter til forskellige midlertidige lokaler
- Ingen dimitteres 1848-54 og 1856-57
- 1855 flytter til Bredgade 32
- 1884 flytter til daværende Østerbro Allé, nu Stockholmsgade
- 1903 sammensluttes med Østerbros Latin- og Realskole
- 1919 overtages af staten 1. august (lov af 20. marts 1918) under navnet Østre Borgerdydskole, underskolen udskilles og får 1923 navnet Rosenvangskolen
- 1945 skolebygningen i Stockholmsgade beslaglægges i årets begyndelse af den tyske besættelsesmagt som behøver plads til indkvartering af flygtninge fra Tyskland. Skolen må nu tage til takke med at benytte andre skolers lokaler om eftermiddagen[kilde mangler]. Først i 1946 kan man vende tilbage til Stockholmsgade
- 1986 overtages af Københavns Kommune den 1. januar
- Nedlagt som selvstændig skole men indgået i Gefion Gymnasium

Vejnavnet Borgerdydsvej (Buresø, 3550 Slangerup), skal erindre om at Østre Borgerdydskole gennem flere årtier i 1900-tallets midte dér på stedet drev en lejrskole[kilde mangler]. En elev som gennemgik mellem- og gymnasieskolen fik 4 gange den specielle oplevelse som et to ugers lejrskoleophold var. Den ret primitive bygning er – bortset fra navnet – forsvundet.

## Ledelse
- 1813-1844 Michael Nielsen
- 1846-1853 C.V. Rimestad
- 1853-1868 Kristen Rovsing
- 1868-1875 Jean Pio
- 1875-1884 Jean Pio og S.G. Møller
- 1884-1896 S.G. Møller og Johan Ludvig Heiberg
- 1896-1906 S.L. Tuxen
- 1906-1918 Tommy Bonnesen
- 1918-1924 Julius Nielsen
- 1924-1949 Einer Andersen
- 1949-1958 Per Krarup
- 1958-1971 Niels Husfeldt
- 1971-1982 Maria Sommer
- 1982-1996 Lis Levinsen
- 1996-2007 Lars Tonnesen
- 2007-     Anne-Grete Larsen